# Épicéa bleu
Picea pungens
Espèce
Répartition géographique
Classification phylogénétique
Statut de conservation UICN

 LC  : Préoccupation mineure
L'épicéa bleu, ou épinette bleue ou épicéa bleu du Colorado (Picea pungens Engelm.), parfois appelé sapin bleu, est un conifère originaire d'Amérique du Nord, dont il existe plusieurs cultivars fréquemment plantés dans les jardins et les parcs. C'est un arbre au port harmonieux, souvent parfaitement conique, remarquable pour ses aiguilles bleutées (en fait, turquoise pâle), présentes sur la pousse annuelle de ses rameaux. Ses aiguilles sont assez piquantes d'où l'épithète spécifique pungens signifiant « piquant » en latin. L'épicea bleu est souvent utilisé comme sapin de Noël. 

## Variété
Il existe différents cultivars de l'épicéa bleu. Le plus populaire dans les jardins est glauca, obtenu par le néerlandais Arie Koster en 1885 qui a une couleur bleue très marquée.

## Synonyme
- Picea pugens f. glauca